# Anthony Lemke

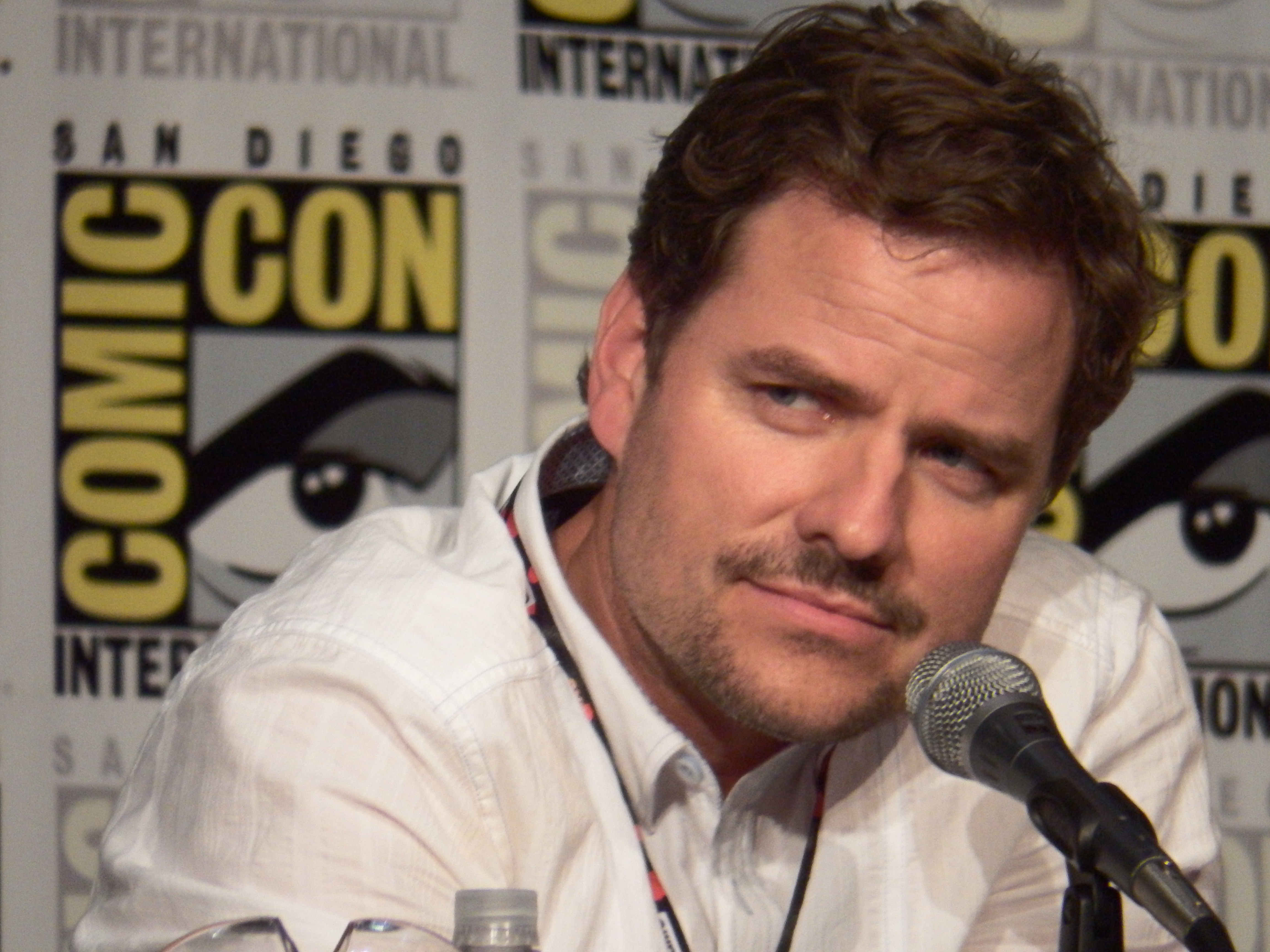
Anthony Lemke (2016)

Roger Anthony Lemke (* Ottawa) ist ein kanadischer Schauspieler.

## Leben
Lemke wurde in Ottawa geboren und ist dort aufgewachsen. Er studierte an der McGill University in Montreal und hat Abschlüsse in Rechtswissenschaften (Common Law und Civil Law). Ferner hat er einen Abschluss in Theaterwissenschaften der University of Waterloo. Lemke hat mit seiner Frau drei Kinder.
Bekannt wurde er für seine Rollen in American Psycho (2000), White House Down (2013) und Queen of Swords (2000). Von 2011 bis 2012 spielte er in der Serie Lost Girl den Ryan Lambert. In Dark Matter stellte er von 2015 bis 2017 die Hauptfigur des Marcus Boone dar.

## Filmografie (Auswahl)
- 1999: PSI Factor – Es geschieht jeden Tag (PSI Factor – Chronicles of the Paranormal, Fernsehserie, 5 Folgen)
- 2000: American Psycho
- 2000: Queen of Swords
- 2000: Relic Hunter – Die Schatzjägerin (Relic Hunter, Fernsehserie, Episode 1x15)
- 2001: Andromeda (Fernsehserie, Episode 2x03)
- 2006: Matchball für die Liebe (15/Love, Fernsehserie, 9 Episoden)
- 2007: Tödlicher Schlaf (Wide Awake)
- 2007: Heartland – Paradies für Pferde (Fernsehserie, Episode 1x06)
- 2009: Scriptum – Der letzte Tempelritter (The Last Templar)
- 2009, 2014: The Listener – Hellhörig (The Listener, Fernsehserie, 22 Episoden)
- 2009, 2014: Murdoch Mysteries (Fernsehserie, 2 Episoden)
- 2010: Liebe und Eis 4 – Feuer und Eis (The Cutting Edge: Fire & Ice)
- 2011: Warehouse 13 (Fernsehserie, Stachel der Königin [Queen for a day] Episode 3x4)
- 2011–2012: Lost Girl (Fernsehserie, 5 Episoden)
- 2013: White House Down
- 2013: Witches of East End (Fernsehserie, 3 Episoden)
- 2013: Exploding Sun – Wenn die Sonne explodiert (Exploding Sun, Fernsehzweiteiler)
- 2014–2015: 19-2 (Fernsehserie, 7 Episoden)
- 2015–2016: Good Witch (Fernsehserie, 10 Episoden)
- 2015–2017: Dark Matter (Fernsehserie, 39 Episoden)
- 2016: Slasher (Fernsehserie, 1 Episode)
- 2017: Private Eyes (Fernsehserie, 1 Episode)
- 2018: Blindspot (Fernsehserie, 2 Episoden)
- 2022–2023: The Hardy Boys (Fernsehserie, 13 Episoden)
- 2023: Hudson & Rex (Fernsehserie, Episode 6x13)
- 2023: Wong & Winchester (Fernsehserie, 5 Episoden)
- 2024: Billy the Kid (Fernsehserie, 1 Episode)